# East Lake Golf Club
De East Lake Golf Club is een golfclub in Atlanta, in de Amerikaanse staat Georgia.

## Geschiedenis
De club werd in 1904 opgericht door de leden van de Atlanta Athletic Club (ACC), die in 1898 was opgericht. ACC had een stuk land bijgekocht om hun club uit te breiden en besloot dat er ook een golfbaan bij moest komen. De baan werd ontworpen door de Schots-Amerikaanse baanarchitect Tom Bendelow. De eerste zeven holes werden in 1906 aangelegd en in de loop van het volgende jaar werd de baan tot 18 holes uitgebreid. In 1913 werd de baan vernieuwd door Donald Ross om een 'championships'-baan te worden. East Lake was de thuisbaan van golfer Bobby Jones en een groot deel van het clubhuis dient als een eerbetoon aan zijn prestaties.
In 1966 werd de grond verkocht aan een onroerendgoedontwikkelaar. De golfbaan verhuisde naar de huidige locatie in Johns Creek. In 1968 kochten enkele leden de baan en het clubhuis en werd de East Lake Country Club opgericht.

## Toernooien
Er werden veel nationale amateurskampioenschappen gespeeld en in 1963 was de club gastheer van de Ryder Cup. Sinds 1998 wordt bijna jaarlijks The Tour Championship op East Lake gespeeld.
| Ryder Cup - 1963: US (captain Arnold Palmer) US Amateur - 2001: Bubba Dickerson US Women's Amateur - 1950: Beverly Hanson | Southern Amateur - 1907: Nelson Whitney - 1910: F.G. Byrd - 1915: Charles Dexter - 1922: Bobby Jones - 1933: Jack Redmond - 2002: Lee Williams Southern Open - 1919: Jim Barnes - 1920: J. Douglas Edgar - 1927: Bobby Jones Western Junior - 1997: Nick Cassini | The Tour Championship - 1998: Hal Sutton - 2000: Phil Mickelson - 2002: Vijay Singh - 2004: Retief Goosen - 2005: Bart Bryant - 2006: Adam Scott - 2007: Tiger Woods - 2008: Camilo Villegas - 2009: Phil Mickelson - 2010: Jim Furyk - 2011: Bill Haas - 2012: Brandt Snedeker | - 2013 Henrik Stenson - 2014 Billy Horschel - 2015 Jordan Spieth - 2016 NIR Rory McIlroy - 2017 Xander Schauffele - 2018 Tiger Woods - 2019 NIR Rory McIlroy - 2020 Dustin Johnson - 2021 Patrick Cantlay - 2022 NIR Rory McIlroy - 2023 Viktor Hovland |